# Sivine
La Sivine (en mokcha : Sevon') est une rivière de la République de Mordovie en Russie, affluent droit de la Mokcha (bassin de la Volga). L'estuaire se trouve à 338 km de la rive droite.

## Géorgaphie
La rivière est longue de 124 km[réf. nécessaire] et couvre un bassin est de 1 830 km2[réf. nécessaire]. La Sivine est le seul des grands et moyens fleuves de Mordovie, dont le bassin est entièrement compris dans la République. La largeur dans la partie inférieure atteint 30 mètres, la profondeur - 3 mètres. Le lit de la rivière est principalement sableux, près du village de Sivine, il est rocheux. 
La rivière est alimentée de façon mixte, à la fois par la neige et par la pluie et par des sources souterraines.
La rivière prend sa source dans de petites tourbières près du village de Pouchkino, dans le district de Kadochkino. La rive gauche de la Sivine est douce, avec des ravins peu profonds et larges dans les parties supérieures. La rive droite est beaucoup plus escarpée que la rive gauche. 

## Affluents
La Sivine a trois petits affluents (la rivière Kivtcha à droite, l'Ojga et l'Avgoura à gauche) et vingt-cinq très petits affluents. La longueur totale du réseau fluvial de la Sivine avec tous ses affluents constants est de 480 km[réf. nécessaire].

## Hydrologie
La vitesse du courant est de 0,02 m3/s - 0,4 m3/s.